# Cirugía de afirmación de género
La cirugía de afirmación de género es un término que se refiere a los procedimientos quirúrgicos mediante los cuales se modifican los genitales u otras características físicas por nacimiento de una persona para que su apariencia sea más similar a los tradicionalmente asociados al género con el que el paciente se identifica. Este tipo de cirugía suele realizarse a personas trans, pero también se realiza en casos de intersexualidad y desarrollo sexual diferente (especialmente en la infancia). El proceso se conoce por varios nombres, tales como cirugía de reasignación sexual ("CRS"), cirugía de reasignación de género, cirugía de reconstrucción genital y cirugía de reasignación genital, entre otros términos médicos como, por ejemplo, “genitoplastia feminizante” o “penectomía”, "orquiectomía" y "vaginoplastia", que en el ámbito clínico se utilizan para las mujeres transgénero. Para los hombres transgénero se emplea “genitoplastia masculinizante”, “metoidioplastia” o “faloplastia”.
A las personas que se someten a la cirugía de confirmación de sexo se les conocía comúnmente como transexuales: "trans" – por haber sido sometidas a un cambio, una transformación, un paso; "sexuales" – ya que poseen características propias (no acciones sexuales) de una persona. Más recientemente, estas personas se identifican como transgénero y no como transexuales.
En una declaración de 2013, la Organización de las Naciones Unidas condenó la aplicación no consentida de la cirugía de “normalización” para el tratamiento de la intersexualidad.

## Ámbito de aplicación y procedimientos
La más conocida de estas cirugías es la que transforma o da una nueva forma a los genitales, también conocida como cirugía de reasignación genital o cirugía de reconstrucción genital (CRG). Sin embargo, la organización encargada de esta subespecialidad médica, la Asociación Mundial por la Salud Transgénero (World Professional Association for Transgender Health) (WPATH), definió a la cirugía de reasignación de sexo como aquella que incluye cualquiera del gran número de procedimientos quirúrgicos realizados como parte de tratamientos médicos de la "disforia de género", "transexualidad" o "trastorno de identidad de género". Según la WPATH, las cirugías de afirmación de género clínicamente necesarias incluyen "histerectomía total, mastectomía bilateral, reconstrucción o aumento de pecho […] lo que incluye prótesis de pechos si es necesario, reconstrucción genital (por medio de varios métodos que deben adaptarse a cada paciente […]) […] y algunas cirugías plásticas de reconstrucción facial." Además, la WPATH considera que otros procedimientos no quirúrgicos también pueden ser tratamientos médicos necesarios, lo que puede incluir depilación láser o fotodepilación facial.
En la actualidad, en un número creciente de planes públicos y privados de seguros de salud en los Estados Unidos se definen beneficios que cubren operaciones relacionadas con la afirmación de género, lo que comúnmente incluye la cirugía de reconstrucción genital (de hombre a mujer y de mujer a hombre), reconstrucción de pecho (mujer a hombre), aumento de pecho (hombre a mujer) e histerectomía  (mujer a hombre). En junio de 2008, la Cámara de Delegados de la Asociación Médica Estadounidense (AMA, por sus siglas en inglés) estipuló que la negación de los beneficios que cubren a los pacientes con trastorno de identidad de género es discriminatoria y que AMA apoya la "cobertura de seguros de salud, tanto pública como privada, para el tratamiento por trastorno de identidad de género de acuerdo a lo que recomiende el médico del paciente". Otras organizaciones también han emitido criterios similares, entre las que se encuentran la WPATH, la Asociación Estadounidense de Psicología y la Asociación Nacional de Trabajadores Sociales (traducción libre de National Association of Social Workers).

## Diferencias entre la CRS de las personas transgénero femenino y masculino
La lista de cirugías médicamente necesarias para la confirmación de género difiere entre la persona transgénero femenina (cuerpo de hombre a mujer) y el transgénero masculino (cuerpo de mujer a hombre). Para las mujeres transgénero, la reconstrucción genital generalmente implica una vaginoplastia, cirugía de creación de una vagina, mientras que en el caso de hombres transgénero, la reconstrucción genital puede incluir la construcción de un pene por medio de una faloplastia o por una metoidioplastia. En ambos casos, tanto para los hombres como para las mujeres transgénero, la cirugía genital puede también requerir de otros procedimientos médicos secundarios tales como orquidectomía o vaginectomía. 
Como subrayó la WPATH, una transición médicamente asistida de un género a otro puede implicar una variedad de cirugías y procedimientos no genitales, los cuales son también considerados como parte de la cirugía de confirmación de género, cuando son realizados como parte del tratamiento de confirmación de género. Para los hombres transgénero, estos pueden incluir una mastectomía (extirpación de ambas mamas) y una reconstrucción del pecho (modelación de un torso masculino) o una histerectomía y una ooforectomía bilateral. Mientras que en el tratamiento de algunas mujeres transgénero puede ser necesario una cirugía de feminización facial y un aumento de mama.

## Consideraciones médicas
En algunos países las personas con el VIH o hepatitis C se les puede dificultar la búsqueda de un cirujano capaz dispuesto a realizar la cirugía. Muchos cirujanos operan en pequeñas clínicas privadas que no pueden tratar de manera adecuada con posibles complicaciones que pudieran surgir. Algunos cirujanos cobran más por operar a pacientes con VIH y hepatitis C; otros profesionales de la medicina afirman que es poco ético denegar la cirugía o el tratamiento hormonal a personas transgénero solamente por su estatus de VIH y hepatitis C positivo.
Otras condiciones de salud como la diabetes, problemas de coagulación y  obesidad generalmente no representan ningún problema para los cirujanos experimentados. Sin embargo, estas patologías sí incrementan los riesgos de la anestesia y la probabilidad de complicaciones post-operatorias. Los cirujanos pueden requerir que los pacientes con sobrepeso reduzcan su peso antes de la cirugía, que todo paciente interrumpa su tratamiento de reemplazo de hormonas antes de la cirugía y que los pacientes fumadores se abstengan de fumar antes y después de la cirugía. En general, los cirujanos especifican lo mismo en diversos tipos de cirugías.

## Manuales de asistencia
Puede ser difícil tener acceso a una cirugía de afirmación de género debido a la combinación de una dificultad económica y la escasez de especialistas. Se está incrementando la cantidad de cirujanos que en la actualidad se están formando para realizar estas operaciones. En muchas regiones la búsqueda de un individuo de SRS se rige a menudo, o al menos son orientados, por documentos llamados Estándares de Atención a la Salud de los Transexuales, Transgénero, y personas no conformes con su género. El más difundido de estos manuales es publicado y revisado por la Asociación profesional mundial para la salud de las personas transgénero (WPATH, por sus siglas en inglés, anteriormente denominada Asociación internacional Harry Benjamin para la disforia o HBIGDA). Muchas jurisdicciones y consejos médicos de Estados Unidos y otros países reconocen los estándares de la WPATH para el tratamiento de la transexualidad. Para muchos casos, se requiere una mínima evaluación y atención psicológica y vivir un periodo a tiempo completo como un miembro del género de destino, antes de que se permita proceder a la reconstrucción genital u otras operaciones de afirmación de género.
Los manuales de asistencia generalmente especifican ciertos requisitos mínimos como líneas guía para poder seguir adelante con el tratamiento de la afirmación de género, como empezar los tratamientos hormonales sustitutivos y proceder a determinadas cirugías. Por ello estos manuales de asistencia son polémicos y criticados por los transgénero que quieren acceder a la cirugía con mayor rapidez. La mayoría de los cirujanos especialistas de Nortemérica y Europa se adhieren al procedimiento de alguno de estos manuales. La mayoría de los cirujanos exige dos informes de recomendación para proceder a una cirugía de afirmación de género. Al menos uno de estos informes debe ser de un profesional experimentado en salud mental que haya diagnosticado un desorden de identidad de género, y que conozca al paciente al menos hace un año. En los informes deben afirmar que la cirugía de afirmación de género es el modo adecuado para tratar al paciente.
Muchos profesionales médicos y numerosas asociaciones profesionales afirman que no se debería exigir las operaciones quirúrgicas para permitir a las personas transexuales cambiar su sexo en los documentos de identidad. Sin embargo, en muchos países se exigen con un certificado haberse sometido a estas cirugías para poder realizar el cambio de identidad en los documentos públicos, y en otros ni siquiera es posible el cambio aun habiéndose completado la cirugía genital.

## Historia
El primer paciente conocido al que se le realizó una cirugía de afirmación de género, de hombre a mujer, fue 'Dora-R'. Dora Richter nació en 1891 en una granja en algún lugar de los Montes Metálicos, o Erzgebirge, en la frontera de lo que ahora es Alemania y la República Checa. Poco se sabe sobre su infancia, excepto que su disforia de género parece haber sido intensa y comenzó temprano; insistió tanto en su feminidad que sus padres le permitieron vivir como una niña y, según los registros médicos supervivientes, intentó extirparse el pene con un torniquete al menos una vez cuando tenía seis años.
Seguido a esto, en Berlín, de 1930 a 1931, Lili Elbe intentó someterse a la cirugía. Primero fueron removidos sus órganos genitales masculinos. La cirugía fue supervisada por el doctor Magnus Hirschfeld. Lili fue sometida a cuatro cirugías consecutivas, que incluyeron en un infructuoso trasplante de útero que resultó en su muerte. Se conoce de un paciente anterior a esta cirugía, el mayordomo de Magnus Hirschfeld, pero su identidad es incierta a esta fecha.
La "solución" propuesta por el gobierno de Irán para la homosexualidad es apoyar y cubrir todos los gastos de la cirugía de afirmación de género.  El líder de la revolución iraní, Ayatolá Ruhollah Jomeini, pronunció una Fetua declarando que la cirugía de afirmación de género está permitida para "transexuales médicamente diagnosticados".  El documental realizado por Tanaz Eshaghian, Be like others, relata algunas historias de gais iraníes, quienes sienten que la cirugía es la única manera de evitar persecuciones futuras, encarcelamiento y/o pena de muerte.  La exlíder de la organización transexual más grande de Irán, Maryam Khatoon Molkara, quien convenció al ayatolá Jomeini de pronunciar la Fetua sobre transexualidad, confirmó que muchos de los que se realizan la cirugía en realidad son homosexuales y no transexuales.
Tailandia es el país en el que se realizan más operaciones de afirmación de género, seguido por Irán.
El 12 de junio de 2003, el Tribunal Europeo de Derechos Humanos falló a favor de Van Kück, una persona transgénero alemana a la que su seguro médico se negó a reembolsar el costo de su operación de afirmación de género, así como también la terapia de reemplazo hormonal. Los argumentos legales que apoyaron el fallo favorable se relacionan con el artículo 6 y el artículo 8 de la Convención Europea de Derechos Humanos. A este caso se le conoce como Van Kück vs Germany.

## Posibles avances a futuro
Ya se están utilizando bloqueadores de pubertad, son medicinas que impiden que ocurra la pubertad, bloqueando las hormonas sexuales como la testosterona y el estrógeno, que son las que generan cambios en el cuerpo del niño o niña, para detener los periodos menstruales, el crecimiento de los senos, el engrosamiento de la voz y el crecimiento del vello facial. Los próximos avances en la medicina podrían hacer posible la maternidad por medio de la donación de un útero por el tiempo de gestación; el uso de inmunosupresores parece no afectar al feto. Pero este tipo de trasplante solo se ha experimentado con éxito una vez en el mundo con una mujer que había sufrido una histerectomía anterior. Más adelante podría ser posible por medio de células madre y la biotecnología celular, sin necesidad de medicamentos contra el rechazo. Además el ADN de un óvulo donado se podría eliminar y reemplazar por el de la receptora.